# Ласпі (скелі)

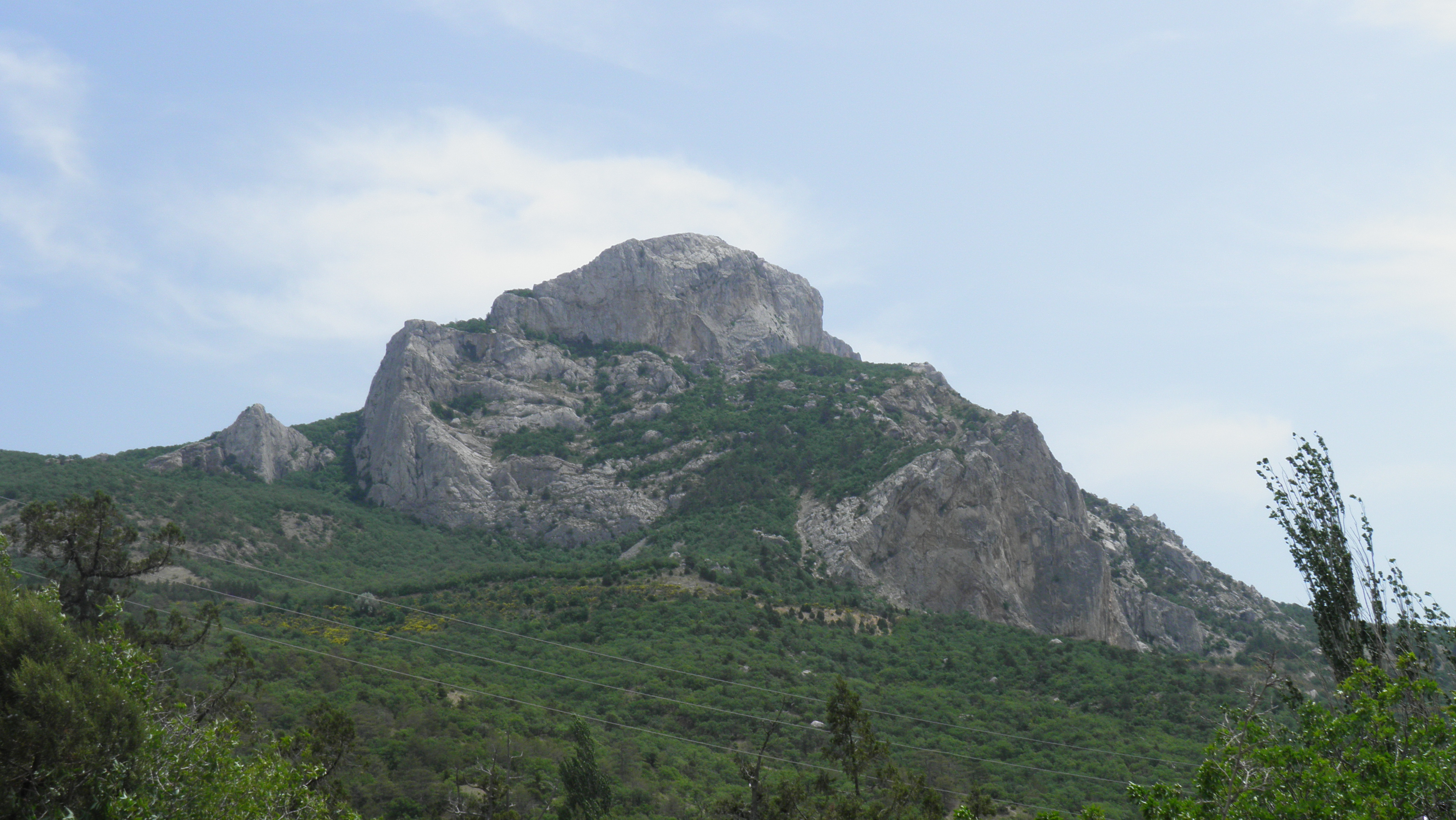
Ільяс-Кая і Скелі Ласпі.

Ласпі (скелі) — скелі біля південного підніжжя г. Ільяс-Кая поблизу нп Форос. Масив вапняків верхньої юри з оригінальним рельєфом на крутих схилах. У цьому урочищі ростуть дрібноплодна суниця, 500-річний високий ялівець, дуб пухнастий, кримська сосна.